# Dingbat
Dingbat (från eng. dingbat), är ett ornament, en vinjett, symbol eller bild som används i text i dekorationssyfte. De speciella teckensnitt som endast består av sådana bilder eller ornament kallas dingbats.
Exempel på dingbat-teckensnitt är Wingdings, Zapf Dingbats, Carta Std eller Adobe Wood Type Ornaments Std från Adobe Systems.

## Historia
Tidigt ärvde tryckare en tradition från munkar att rita små utsmyckningar för att fylla upp vitt utrymme, signalera slutet på ett kapitel eller bara av konstnärliga skäl. Dessa symboler började i början av 1900-talet att kallas för “dingbats”. Ordets ursprung är fortfarande okänt.